# As the Shadows Rise
As the Shadows Rise – minialbum norweskiego zespołu black metalowego Emperor wydany w 1994 roku przez wytwórnię płytową Nocturnal Art Productions. Zawiera ponownie nagrane utwory, które pojawiły się na demie zespołu Wrath of the Tyrant.

## Lista utworów
| Nr | Tytuł utworu         | Długość |
| -- | -------------------- | ------- |
| 1. | „The Ancient Queen”  | 3:25    |
| 2. | „Lord of the Storms” | 1:46    |
| 3. | „Witches Sabbath”    | 5:23    |
|    |                      | 10:34   |

## Twórcy
- Ihsahn – śpiew, gitara, instrumenty klawiszowe
- Samoth – gitara
- Mortiis – gitara basowa
- Faust – instrumenty perkusyjne